# Cheilotrichia platymeson
Cheilotrichia platymeson är en tvåvingeart som beskrevs av Alexander 1968. Cheilotrichia platymeson ingår i släktet Cheilotrichia och familjen småharkrankar.
Artens utbredningsområde är Nepal. Inga underarter finns listade i Catalogue of Life.